# Rio Paraibinha (Alagoas)
O rio Paraibinha é um curso de água que banha o estado de Alagoas, Brasil.